# Pokrywy (ornitologia)
Pokrywy, nadlotki (tectrices) – grupa piór przykrywających inne grupy upierzenia lub otwór uszny ptaków. Pokrywami nazwane są grupy piór u skrzydeł, ogona jak i głowy.

Grupy piór u skrzydła ptaków:
1) lotki pierwszego rzędu,
2) pokrywy pierwszego rzędu,
3) skrzydełko,
4) lotki drugiego rzędu,
5) pokrywy duże drugiego rzędu,
6) pokrywy średnie drugiego rzędu,
7) pokrywy małe drugiego rzędu,
8) lotki trzeciego rzędu,
9) barkówki.

- Pokrywy skrzydła (tectrices) leżą nad lotkami, bliżej przedniej krawędzi skrzydła. Wyróżnia się pokrywy 1. rzędu leżące wzdłuż kości dłoni, oraz małe, średnie i duże nad lotkami 2. rzędu, które leżą wzdłuż kości przedramienia. Na spodniej stronie skrzydła wyróżnia się analogiczne grupy pokryw podskrzydłowych.
- Pokrywy ogona dzielą się na nadogonowe, przykrywające sterówki od góry i podogonowe, przykrywające kuper od spodu.
- Pokrywy u głowy to pokrywy uszne przykrywające otwory uszne.

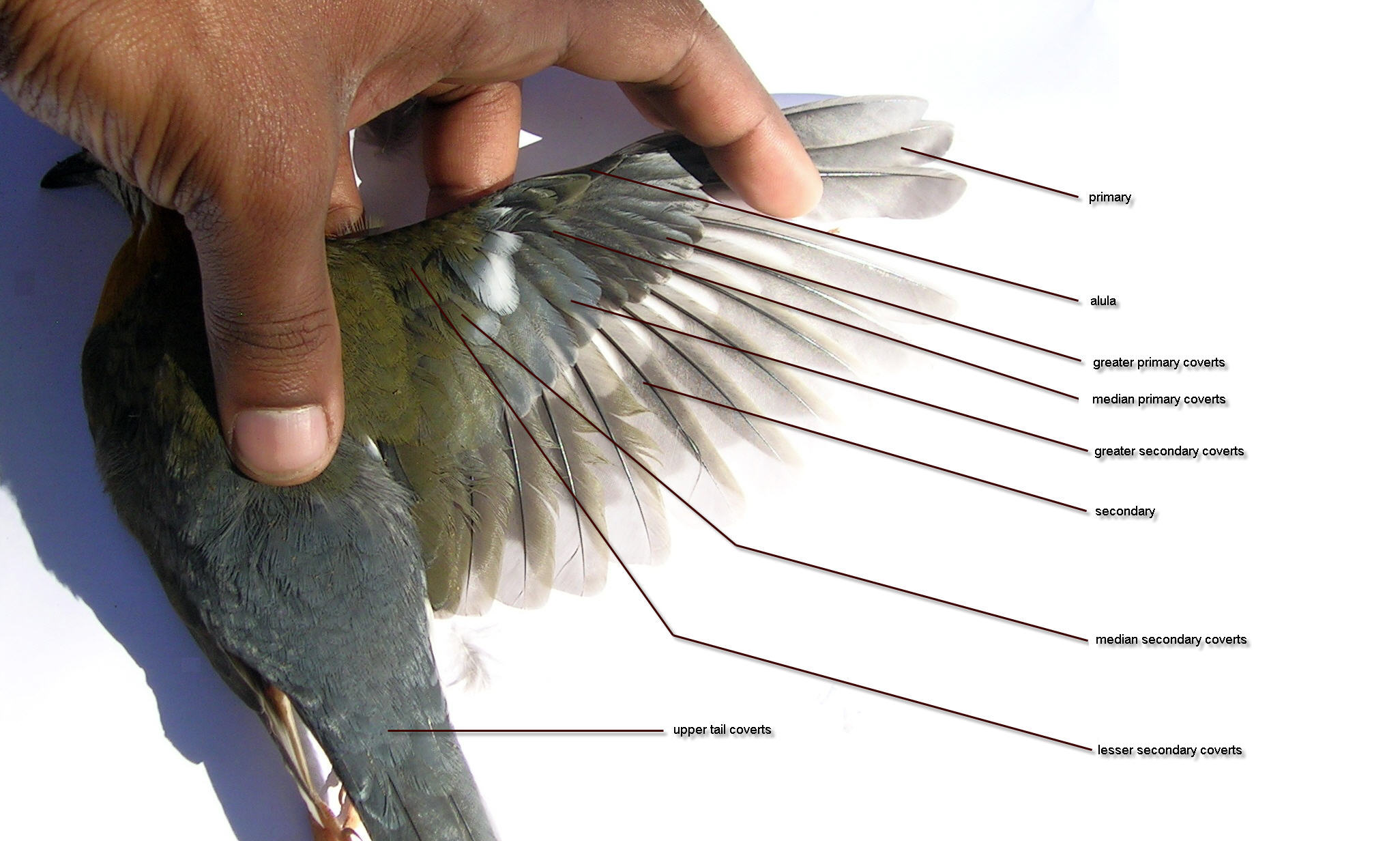
Pokrywy skrzydłowe drozdonia ognistogłowego, Zoothera citrina cyanotus
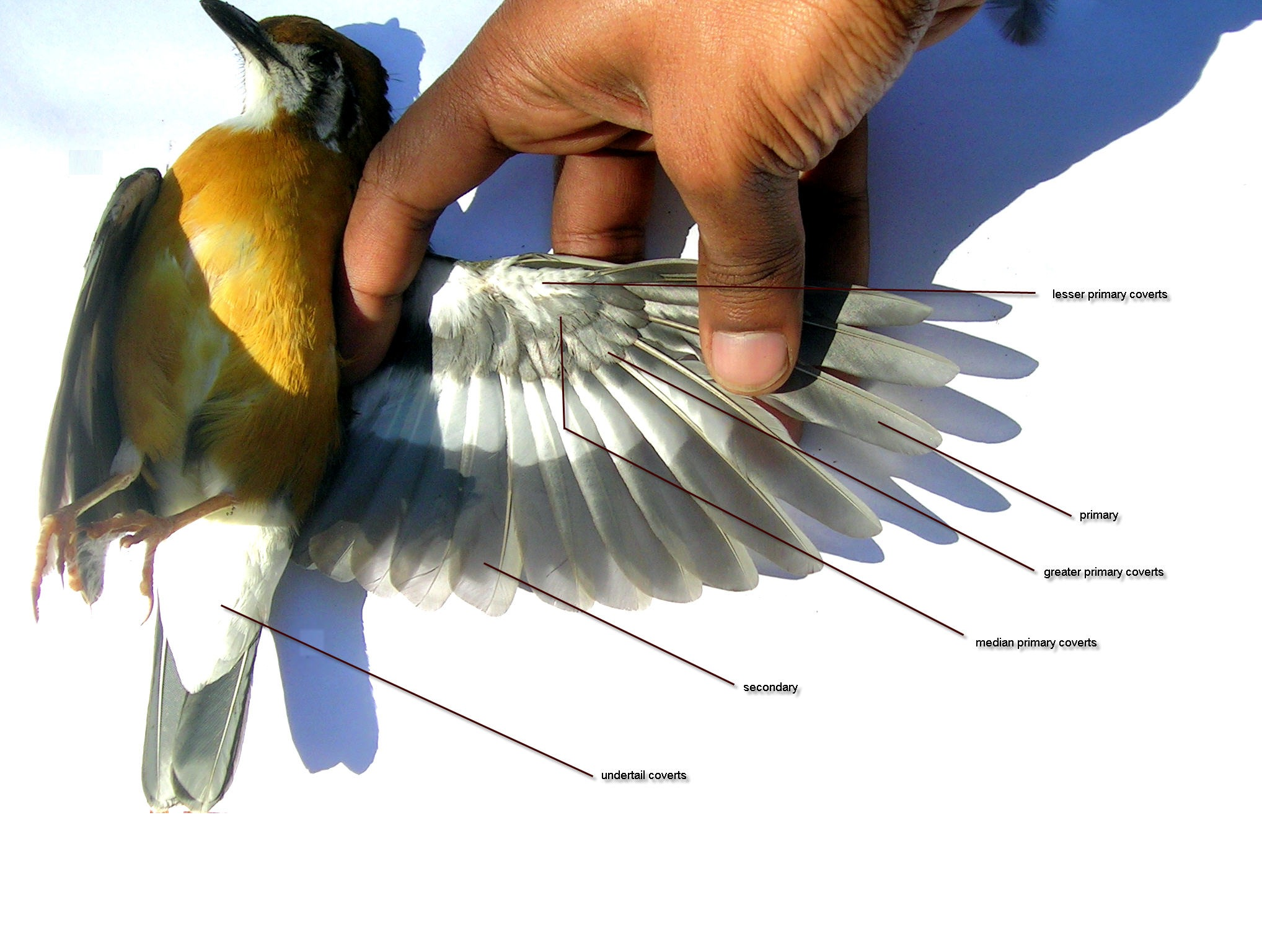
Pokrywy podskrzydłowe drozdonia ognistogłowego